# Шри Ранга I Аравиду
Шри Ранга I (? — 1586) — махараджахираджа (царь царей) Виджаянагарской империи с 1572 года.

## Биография
Происходил из династии Аравиду. Старший сын правителя Тирумаларайи.
В 1570 году получил титул ядавармана (нечто вроде вице-короля) со столицей в городе Пенуконда (современный штат Андхра-Прадеш). После отречения отца в 1572 году получил трон империи.
Пытался возродить величие и мощь виджаянагарского государства. Предпринял несколько попыток восстановить город Виджаянагар. Вместе с тем сталкивался с многочисленными восстаниями наяков (наместников) и атаками со стороны султанов Биджапура и Голконды. В 1576 году виджаянагарцам удалось нанести поражение при Пенуконде войскам Али Адил-шаха, биджапурского султана.
Однако уже в 1579 году армия Биджапура подвергла масштабному разорению восточные районы империи. В этих условиях Шри Ранга I перешёл в наступление, захватив биджапурского военачальника в плен, а затем нанеся поражение Голконде в 1580 году. В дальнейшем он нанёс поражение голкондцам при Удаягире и Винуконде.
Вместе с тем ему не удалось полностью подчинить себе наяков Мадурая и Гинга. В разгар этих событий махараджахираджа умер в 1586 году, оставив трон своему брату Венкатапати.